# A List Apart
A List Apart (ALA) とは、ウェブデザイナーのためのオンラインマガジン。ALAは、関心のある様々なウェブのトレンドに沿った話題をカバーして、デザインするためのプロセスにおいてウェブ標準を使用することを強く支持している。定期的な記事は、編集チームの一員ではない著者を招いて書かれている。ALAは業界で顔の利くウェブデザインの講師、ジェフリー・ゼルドマンと共同で設立した。
ALAは、ゼルドマンとブライアン・M・プラッツにより、1997年メーリングリストとして開始した。1年後の1998年、ALAはウェブサイトとして発行を開始した。ALAは誰でも記事を投稿することを許している。ALAの編集チームは受け取った記事をチェックして、ALAに記事としてアップロードすることもある。

## 編集者
- システムデザイナー：ブライアン・アルベイ
- 管理プロデューサー：ダン・ベンジャミン
- 管理編集者：エリン・キッサネ
- 製作マネージャー：エリン・リンチ
- 発行者、クリエイティブディレクター、創立者：ジェフリー・ゼルドマン

## 過去の編集者
- ALAメーリングリスト創立者、クリエイティブパートナー：ブライアン・M・プラッツ
- プロデューサー：ニック・フィンック
- フォーラム管理者、モデレーター：ウェブシック